# Côte de l'Atlantique

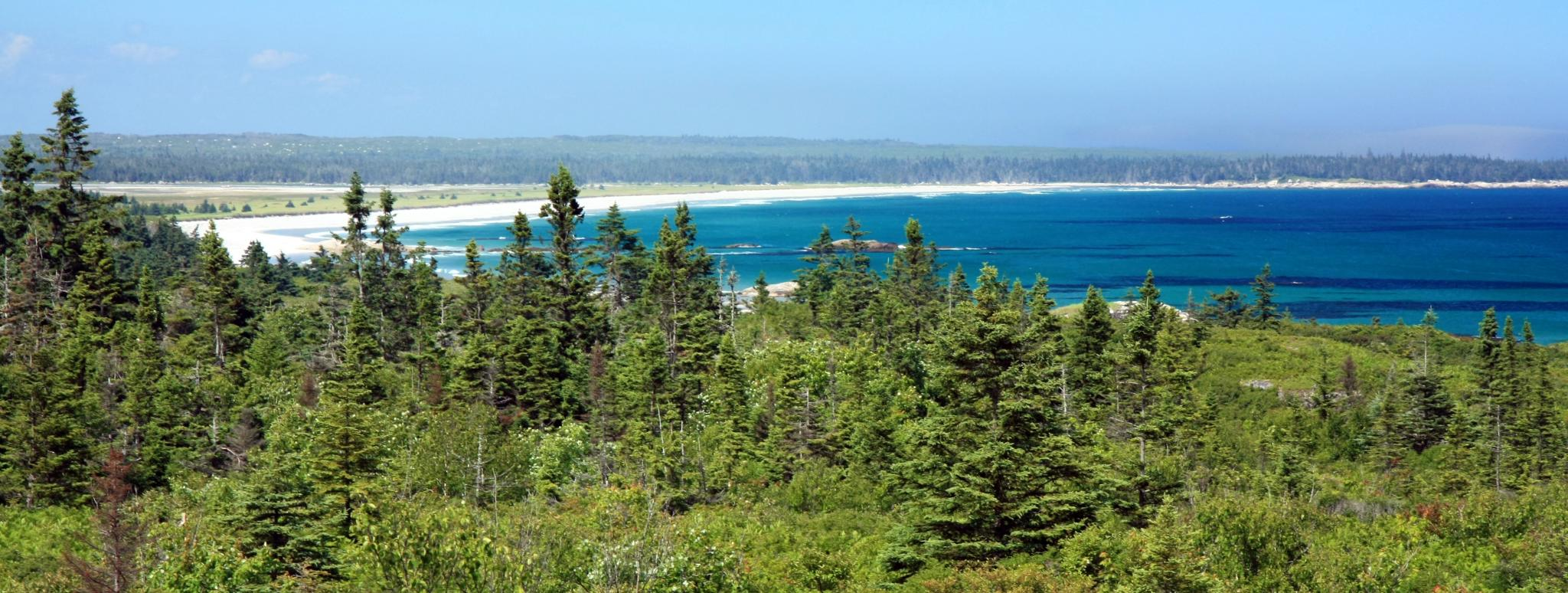
Côte dans l'annexe côtière du parc national de Kejimkujik.

La côte de l'Atlantique est une écorégion du cadre écologique canadien faisant partie de l'écozone maritime de l'Atlantique. Elle comprend une mince bande de terre au sud de la Nouvelle-Écosse, entre la baie Sainte-Marie à l'ouest et la baie Mira sur l'île du Cap-Breton à l'est.

## Flore
La forêt de cette écorégion est principalement composée d'épinette noire, d'épinette blanche et de sapin baumier. On y rencontre aussi l'érable rouge et le bouleau jaune dans les parties les plus productives.

## Faune
L'écorégion sert de refuge aux oiseaux de mer ainsi qu'au cerf de Virginie.

## Aires protégées et patrimoniales

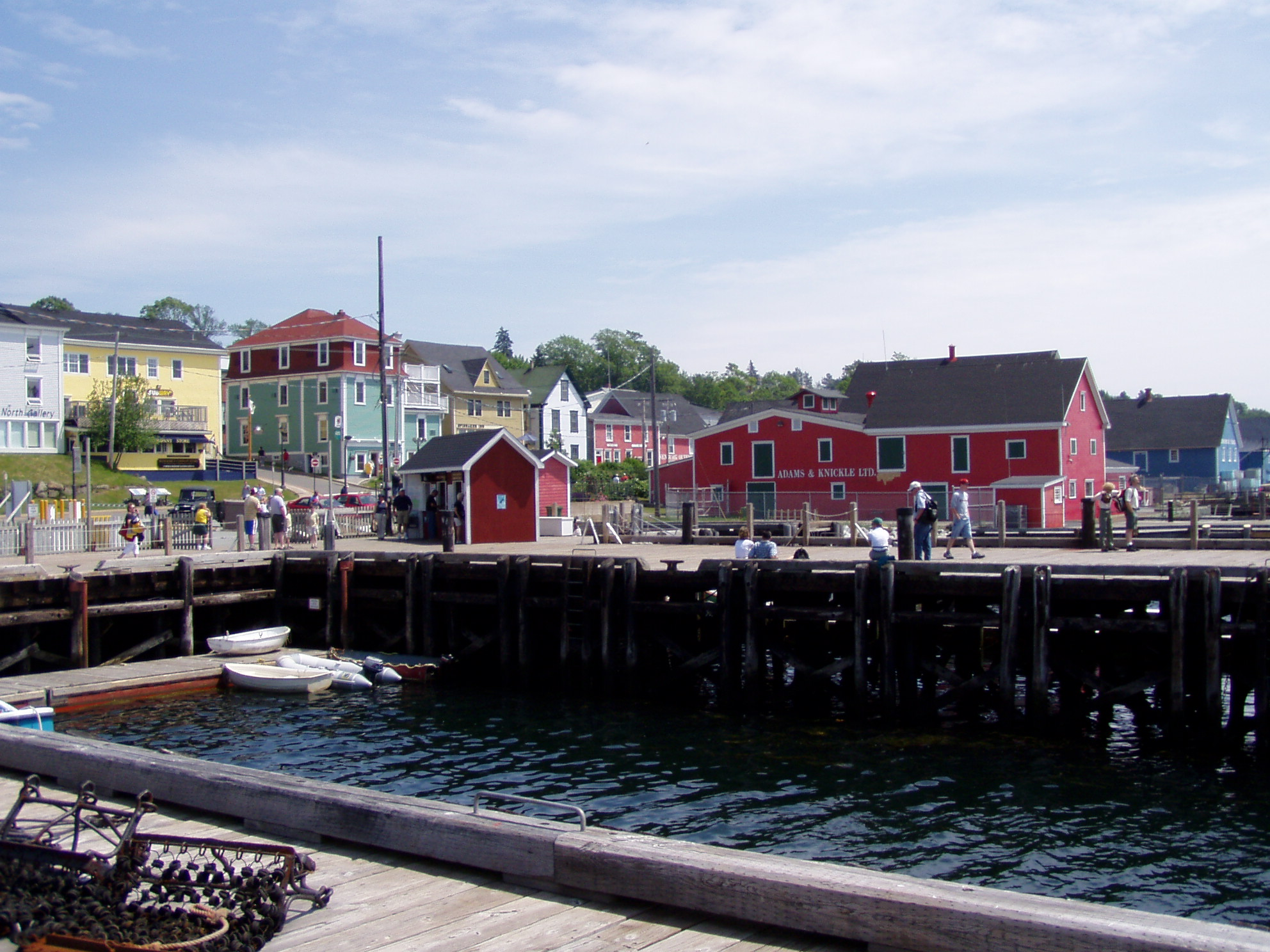
Le port de Lunenburg

Seul 1,3 % de l'écorégion est situé dans une aire protégée. On y retrouve entre autres une partie du parc national de Kejimkujik. Un site du patrimoine mondial est situé dans cette écorégion, soit Le Vieux Lunenburg. Quant à l'est de la côte de l'Atlantique, il fait partie de la réserve de biosphère de Southwest Nova.